# 特務戇J
《特務戇J》（英語：Johnny English）是一部於2003年上映的英國間諜喜劇電影，由彼得·豪伊特執導，亦是著名英國演員罗温·阿特金森主演的作品之一。本作品与同樣是罗温·阿特金森主演的《戇豆先生》系列并没有任何關係，惟獨兩部作品的主角的扮演者为同一人而且性格十分相似而令本作品得此名。

## 剧情
主角強尼·英格力（路雲·雅堅遜飾），外號「戇J」，是英國軍情七處特務。
一次情報部收到線報，指有人會於將舉行的英國皇室珠寶展中盜走寶物，便派出一號精英特務追查。但一号精英不幸殉職而導致任務失敗，在之后的葬礼中又遭恐怖袭击，整个情报部特工组近乎被全歼。在人手凋零之下只好派出「戇J」接手該案，但由於「戇J」智勇俱無，寶物還是於展出當日被偷走。及後查出其幕後策劃者為法國商人蘇華（約翰·馬克維奇飾），他在英國皇室族譜中發現自己是英國皇族後裔，為了奪取權力便策劃其篡奪王位的陰謀，在一次秘密會議上表示會在英國興建全球最大監獄，把全球犯人均囚在英國，並威逼英女王退位。
「戇J」跟女特務洛娜·坎貝爾（娜塔莉·安博莉亚飾）潛入蘇華的基地，但被他們發現，並投進監獄之中，幸得另一名特務波夫的協助，他們得以逃走。
在蘇華的登基儀式上，「戇J」聯同洛娜一同阻止其加冕，众目睽睽之下双方在大堂之上争抢皇冠。在一片混乱之中，皇冠竟落在了「戇J」頭上，「戇J」瞬間即得到權力，在英皇「戇J」的命令下使蘇華被捕並以叛國罪起訴。最後英女王復位並冊封「戇J」為爵士。

## 角色
- 路雲·雅堅遜 飾演 Johnny English
- 本·米勒 飾演 Angus Bough
- 約翰·馬克維奇 飾演 Pascal Edward Sauvage
- 娜塔莉·安博莉亚 飾演 Lonar Campbell

## 評價
爛番茄新鮮度33%，基於118條評論，平均分為4.8/10，而在Metacritic上得到51分，IMDB上得6.1分，差評居多。

## 續集
續集改由奧利弗·帕克執導，並於2011年9月15日上映。

## 外部網站
- 官方网站
- 互联网电影数据库（IMDb）上《特務戇J》的资料（英文）
- AllMovie上《特務戇J》的资料（英文）
- Box Office Mojo上《特務戇J》的資料（英文）
- 爛番茄上《特務戇J》的資料（英文）
- Metacritic上《特務戇J》的資料（英文）
- 開眼電影網上《特務戇J》的資料（繁體中文）
- Yahoo奇摩電影上《特務戇J》的資料（繁體中文）
- 豆瓣电影上《特務戇J》的資料 （简体中文）
- 时光网上《特務戇J》的資料（简体中文）